# والنتینا (سس تند)
والنتینا یک نام تجاری از سس تند pourable تولید شده توسط سالسا Tamazula، یک شرکت در گوادالاخارا، مکزیک است. به‌طور معمول در ۱۲٫۵ اونس و بسیار بزرگ (یک لیتری یا ۳۴ اونس) بطری‌های شیشه‌ای به فروش می‌رسد، با یک کلاه فلیپ بالا به‌طور دائم به بطری متصل (کلاه کند باز کردن نیست). والنتینا در دو نوع، گرم و فوق‌العاده داغ تولید می‌شود. مواد تشکیل دهنده والنتینا: آب، فلفل تند، سرکه، نمک، ادویه جات ترشی و بنزوات سدیم (به عنوان نگهدارنده) است.
طعم و مزه می‌تواند به عنوان عطر و طعم مرکبات با طعم غذای تند در دهان توصیف نمود. این است که اغلب به عنوان چاشنی با محصولات تازه مانند خیار و انواع بسیاری از میوه، مانند هندوانه، انبه، پرتقال و آناناس، لیمو و نمک استفاده می‌شود. سرد، میوه‌های تازه و تند، تند، طعم شور ترکیبی رایج در آشپزی و میان وعده غذاهای مکزیکی است.